# بروك كلاكستون
بروك كلاكستون هو محامي وسياسي كندي، ولد في 23 أغسطس 1898 في مونتريال في كندا، وتوفي في 13 يونيو 1960 في أوتاوا في كندا. نشط حزبياً في الحزب الليبرالي الكندي. وقد انتخب وزير الصحة ‏ (1943 – 1946) وانتخب وزير الدفاع الوطني ‏ (1946 – 1954) وانتخب عضو مجلس العموم الكندي.